# Hvidbrynet løvsanger
Hvidbrynet løvsanger (latin: Phylloscopus inornatus), 10 centimeter, er en sibirisk sanger, der forekommer i Europa som en sjælden, men regelmæssig gæst om efteråret i forbindelse med fænomenet "omvendt træk". Antallet af fund om året i Danmark varierer meget – typisk fra 5-60. Arten er ekstremt sjælden om foråret.
Fuglen er ofte meget sky, og opdages som regel på kaldet, et to-tonet "siiut", der kan minde om gransangers kald. Den anvender også et sortmejse-agtigt siit. Derfor er arten helt sikkert meget overset, og formentlig opdages ikke en gang 10% af de fugle, der opholder sig i Danmark om efteråret.
Arten er nært beslægtet med Himalayasanger og Fuglekongesanger.